# Budynek szpitala Spółki Brackiej w Siemianowicach Śląskich
Budynek szpitala Spółki Brackiej w Siemianowicach Śląskich – zabytkowy gmach dawnego pawilonu chirurgicznego kompleksu szpitala Spółki Brackiej, będący obecnie siedzibą Centrum Leczenia Oparzeń im. dr. Stanisława Sakiela w Siemianowicach Śląskich, położony przy ulicy Jana Pawła II 2 (Śląskiej 15), w dzielnicy Centrum.
Kompleks szpitalny Spółki Brackiej na terenie ówczesnych Siemianowic powstawał w latach 1868–1909 w stylu historyzmu, a istniejący do dziś pawilon był najpóźniej oddanym do użytku obiektem. Po II wojnie światowej działał tu oddział ginekologiczno-położniczy, zaś po modernizacji gmachu, trwającej do 1998 roku, stał się on siedzibą Centrum Leczenia Oparzeń. Gmach wpisano do rejestru zabytków 31 maja 1995 roku.

## Historia

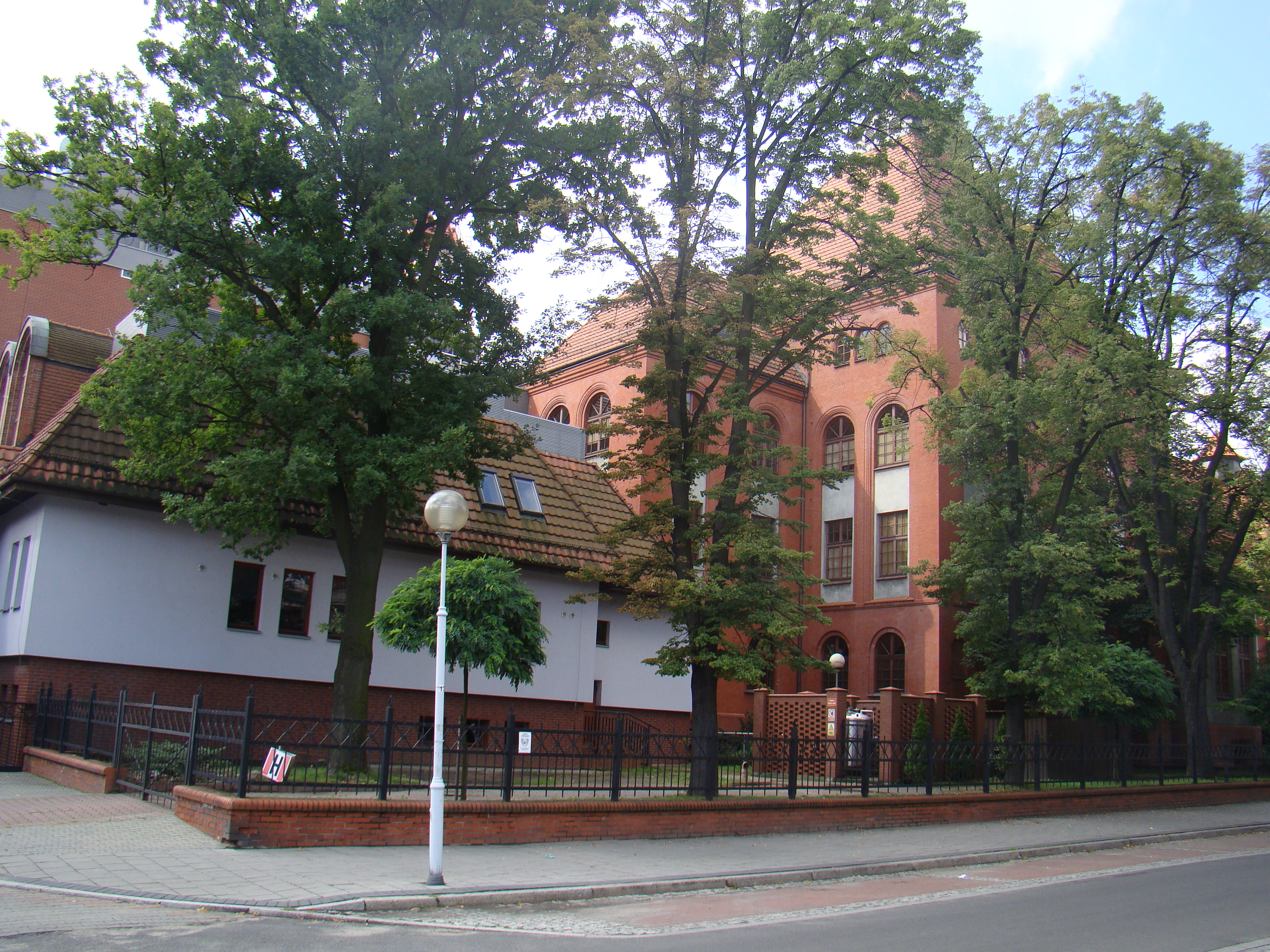
Gmach szpitala widziany od strony ulicy Jana Pawła II

Powstanie szpitala zapoczątkowało powołanie w 1858 roku w Siemianowicach kasy brackiej. Plany budowy siemianowickiego szpitala Spółki Brackiej powstały w 1866 roku. Pierwszy z budynków szpitalnych został oddany do użytku dwa lata później – 1 listopada 1868 roku. W następnych latach powstawały kolejne pawilony – w 1874 roku ukończono budynek dla dozorcy, w 1882 roku murowany barak, a w 1902 roku salę operacyjną. Opisywany pawilon został oddany do użytku w 1909 roku i był ostatnim w zespole 11 budynków szpitala otoczonych zielenią. Gmach ten pełnił pierwotnie rolę pawilonu chirurgicznego i mieścił w sobie 125 łóżek szpitalnych. W pierwszym ćwierćwieczu XX wieku szpital Spółki Brackiej dysponował łącznie 240 miejscami.
Po II wojnie światowej, w 1947 roku, w kompleksie szpitalnym powołano Wojewódzki Szpital Ginekologiczno-Położniczy, przekształcony później na Szpital Miejski nr 1. W 1984 roku szpital ten został opróżniony. Stał on przez dłuższy czas opuszczony, po czym został on wykupiony przez prywatnego inwestora, który na przełomie XX i XXI wieku rozebrał część budynków kompleksu szpitalnego. Gmach ten pozostaje jedynym budynkiem kompleksu dawnego szpitala Spółki Brackiej zachowanym do dzisiaj.
Decyzją wojewody katowickiego 25 maja 1994 roku powołano Centrum Leczenia Oparzeń. Rok później, 31 maja 1995 roku, gmach został wpisany do rejestru zabytków.
Gmach w późniejszych latach został kompleksowo wyremontowany – m.in. wymieniono stolarkę okienną i wyczyszczono elewację zewnętrzną. Obejmujące prawie cztery lata prace modernizacyjne gmachu zakończono jesienią 1998 roku. W tym samym roku, 31 lipca 1998 roku, Centrum Leczenia Oparzeń wpisano do rejestru samodzielnych publicznych zakładów opieki zdrowotnej, a w tym czasie szpital dysponował 52 łóżkami. W 2009 roku władze województwa śląskiego przeznaczyły 38 milionów złotych na rozbudowę szpitala. Powstał wówczas nowy budynek o powierzchni 5,8 tys. m², mieszczący izbę przyjęć oraz pododdziały izby przyjęć: izolacyjny i separacyjny. Na piętrze powstał oddział septyczny do leczenia piorunujących zakażeń i blok operacyjny. Rozbudowa Centrum Leczenia Oparzeń, zaprojektowana przez architekta Jarosława Mańkę, została wyróżniona w konkursie Najlepsza Przestrzeń Publiczna Województwa Śląskiego, edycja z 2015 roku.
7 listopada 2014 roku na dachu nowej części Centrum Leczenia Oparzeń zostało oddane do użytku lądowisko dla helikopterów. Pierwszy chory wylądował na lotnisku 6 marca 2015 roku.

## Charakterystyka
Gmach dawnego szpitala Spółki Brackiej zlokalizowany jest przy ulicy Jana Pawła II 2 (bądź ulicy Śląskiej 15) w Siemianowicach Śląskich, w granicach dzielnicy Centrum. Obecnie jest on siedzibą Centrum Leczenia Oparzeń im. dr. Stanisława Sakiela w Siemianowicach Śląskich, który specjalizuje się w kompleksowym leczeniu urazów oparzeniowych i ran przewlekłych.
Gmach powstał w stylu historyzmu według projektu berlińskiego architekta Grünewalda. Pierwotnie zaprojektowano go jako budynek symetryczny z ryzalitem pośrodku, lecz w trakcie budowy zdecydowano o budowie w części wschodniej jedynie dwóch osi. Skrzydło zachodnie jest siedmioosiowe i zostało zakończone ryzalitem. Pierwotnie okna w południowej części tego ryzalitu nie zostały przeszklone, tworząc otwarte loggie połączone dekorowanymi kolumnami z kapitelami kostkowymi.
Ryzalit w części środkowej szpitala jest czterokondygnacyjny. Okna pierwszej, trzeciej i czwartej kondygnacji zakończone są łukiem, zaś drugiej są prostokątne. Okna na ostatniej kondygnacji są mniejsze niż na pozostałych. Ryzalit ten został pokryty czterospadowym, stromym dachem, zaś pozostała część gmachu dachem dwuspadowym. W dachach umieszczono lukarny z półowalnymi oknami.
Budynek Centrum Leczenia Oparzeń jest wpisany do rejestru zabytków pod numerem A/1564/95 (obecnie A/993/2022).